# 考夫曼冰川
71°15′S 61°18′W / 71.250°S 61.300°W
考夫曼冰川（英語：Kauffman Glacier），是南極洲的冰川，位於帕爾默地，長13公里，最終注入帕爾默灣，美國地質調查局在1974年繪入地圖，以該國研究隊生物學家命名，現時由南極條約體系管理。